# Миролюбовка (Омская область)
Миролю́бовка — деревня в Москаленском районе Омской области России, в составе Роднодолинского сельского поселения.

## География
Деревня расположена в лесостепи в пределах Ишимской равнины, относящейся к Западно-Сибирской равнине. Реки и озёра в границах деревни отсутствуют. В окрестностях березовые и березово-осиновые колки. Почвы — чернозёмы языковатые обыкновенные и чернозёмы остаточно-карбонатные. Высота центра населённого пункта — 118 метров над уровнем моря.
По автомобильным дорогам расстояние до административного центра сельского поселения села Родная Долина — 7 км, до районного центра посёлка Москаленки — 24 км, до областного центра города Омск — 130 км. Ближайшая железнодорожная станция расположена в посёлке Москаленки.
Климат умеренный континентальный (согласно классификации климатов Кёппена-Гейгера — тип Dfb). Среднегодовая температура положительная и составляет + 1,3° С, средняя температура самого холодного месяца января − 17,5 °C, самого жаркого месяца июля + 19,4° С. Многолетняя норма осадков — 378 мм, наибольшее количество осадков выпадает в июле — 65 мм, наименьшее в марте — 13 мм
Часовой пояс
Миролюбовка находится в часовой зоне МСК+3. Смещение применяемого времени относительно UTC составляет +6:00.

## История
Основана в 1906 году немецкими переселенцами из Причерноморья. Село строилось в виде одной улицы протяженностью в два километра с запада на восток, вдоль лесного массива. До 1917 года меннонитско-баптистское село в составе Омского уезда Акмолинской области. В 1910 году открыта первая школа. В 1928 году организован колхоз имени Чкалова, в 1930 году — колхоз «Память Ленина».

## Население
| 1920 | 1926 | 1970 | 1979 | 1989 | 2010 |
| ---- | ---- | ---- | ---- | ---- | ---- |
| 230  | ↗236 | ↗515 | ↗524 | ↗639 | ↘590 |